# Supercoppa lettone 2020 (pallavolo femminile)
La Supercoppa lettone 2020, 1ª edizione della Supercoppa nazionale femminile di pallavolo, si è svolta il 21 febbraio 2021: al torneo hanno partecipato due squadre di club lettoni e la vittoria finale è andata per la prima volta al Rīgas Volejbola skola.

## Formula
La formula ha previsto una gara unica.

## Squadre partecipanti
| Squadra               | Qualificazione                    |
| --------------------- | --------------------------------- |
| Jelgava               | Vincitrice Nacionālā Līga 2019-20 |
| Rīgas Volejbola skola | Vincitrice Coppa di Lettonia 2019 |

## Torneo
| 21 febbraio 2021 Olimpiskais sporta centrs, Riga Durata: 2h:12 - Spettatori: ? | Rīgas Volejbola skola | 3 - 2 | Jelgava | 21-25, 33-31, 20-25, 25-16, 20-18 |